# Bonatea maculata
Bonatea maculata là một loài bướm đêm trong họ Geometridae.